# Cryphia splendida
Cryphia splendida là một loài bướm đêm trong họ Noctuidae.